# Leszczydół-Pustki
Leszczydół-Pustki – wieś w Polsce położona w województwie mazowieckim, w powiecie wyszkowskim, w gminie Wyszków. Ma status sołectwa.
| SIMC    | Nazwa   | Rodzaj    |
| ------- | ------- | --------- |
| 0523123 | Zalesie | część wsi |

W latach 1975–1998 miejscowość administracyjnie należała do województwa ostrołęckiego.
Wierni Kościoła rzymskokatolickiego należą do parafii Świętej Rodziny w Wyszkowie.